# Florence Welch
Florence Leontine Mary Welch (n. 28 august 1986) este o cântăreață și textieră engleză ce și-a cunoscut faima ca solistă a formației indie-rock Florence + the Machine. Albumul de debut al trupei, intitulat ”Lungs” a fost lansat în anul 2009. La data de 17 ianuarie 2010, albumul a devenit lider în Anglia, la 28 de săptămâni consecutive de când intrase în top. Cel de-al doilea album al formației, intitulat ”Ceremonials”, lansat în octombrie 2011, a debutat ca numar unu în Regatul Unit al Marii Britanii și al șaselea în Statele Unite ale Americii. Cel de-al treilea album al formației, intitulat "How Big, How Blue, How Beautiful" a fost lansat in iunie 2015.

## Biografie
Florence Leontine Mary Welch s-a născut pe 28 august 1986, în Camberwell, Londra. Ea este fiica lui Evelyn Welch, o profesoară americană și a lui Nick Welch, director de publicitate. Florence este nepoata satiristului Craig Brown și a fostului redactor-șef adjunct de la The Daily Telegraph, Colin Welch. 
Florence a fost școlită la Thomas's London Day School, urmând mai apoi să ajungă la Alleyn's School, din sud-estul Londrei. În timpul școlii, Florence a fost diagnosticată cu dislexie și dispraxie. După terminarea școlii, ea a studiat la Colegiul de Arte Camberwell, dar l-a abandonat pentru a se concentra pe muzică. Fascinația ei pentru teroare și destin a fost intensificată odată cu moartea bunicilor săi, la câțiva ani diferență unul de altul. Când avea 10 ani, a asistat la moartea bunicului ei, iar la 14 ani, bunica sa, istoric de artă, s-a sinucis.

## Cariera muzicală

### Primii ani (2006–2008)
Potrivit ei, numele Florence and the Machine a pornit dintr-o glumă. Facând muzică alături de prietenii ei, a realizat că numele de Isabella Machine nu e prea potrivit pentru trupă, așa că atunci când s-a aflat in fața primului ei eveniment muzical și-a spus Florence Robot/Isa Machine, dar a realizat că e prea lung. Cu toate acestea, în 2006, a cântat în câteva locuri micuțe din Londra și a reușit să atragă atenția. În anul 2007, Welch a înregistrat melodii cu o formație numită Ashock, cu care a lansat albumul ”Plans”. Acest album includea și melodia ”Kiss with a Fist”, denumit inițial ”Happy Slap”, care mai târziu urma să devină un hit al cântăreței. A semnat un contrat cu Ashock, dar simțind că nu se află în trupa potrivită, a demisionat, ducând la anularea contractului. Actualul manager al trupei Florence and the Machine este Mairead Nash, care a decis să o impresarieze, după ce, aflată sub influența băuturilor alcoolice, l-a urmărit pe acesta în toaleta unui club pentru a-i cânta "Something's Got a Hold on Me", melodia interpretată de Etta James din 1962.

### 2009–2011: Florence and The Machine,Lungs, succes și turnee
Albumul de debut al formației, intitulat ”Lungs”, a fost lansat in Marea Britanie la data de șase iulie 2009. Acesta a devenit lider acolo și a ocupat locul secund în Irlanda timp de cinci săptămâni consecutive. La 25 iulie 2009, albumul a fost diponibil pentru descărcarea de pe internet și în Statele Unite ale Americii, acolo unde a debutat al 17-lea în topul Billboard Heatseekers Albums. Două săptămâni mai târziu, albumul fusese vândut deja în peste 100.000 de copii. 

### 2011–2013:Ceremonialsși succesul major
Cel de-al doilea album, care s-a numit ”Ceremonials”, a fost lansat la data de 31 octombrie 2011. A debutat ca pe poziția #1 în UK Albums Chart și pe poziția #6 în  US Billboard 200. Pe cinci iulie 2012, Calvin Harris a realizat remixul piesei ”Spectrum”, care a devenit al patrulea single de pe album și totodată, prima ei melodie care ocupa locul întâi în topurile britanice.
Florence și-a declarat entuziasmul în legătură cu cel de-al treilea album al trupei, după terminarea turneului de la sfârșitul lui septembrie 2012.
În octombrie 2012, alături de același Calvin Harris, lansează melodia ”Sweet Nothing”, care debutează pe primul loc în topul britanic, astfel marcându-se al doilea hit al lui Florence. Această melodie a ajuns lider și în Irlanda, iar în Australia și Noua Zeelandă a ocupat poziția a doua.
În cadrul unui interviu, Florence a declarat că sursa ei de inspirația și idolul său este cântăreața de origine americană, Grace Slick. Stilul trupei Florence + The Machine a fost descris ca fiind întunecat, viguros și romantic. Artista a declarat că versurile melodiilor sale au legătură cu artiștii renascentiști: ”Avem de-a face cu subiecte asemănătoare cu ale lor: dragostea și moartea, timpul și durerea, raiul și iadul.” 
Din anul 2008, Florence are o relație cu Stuart Hammond, critic literar. Despărțirea lor temporară a adus un plus de inspirație pentru albumul ”Lungs”.

## Discografie
- Lungs (2009)
- Ceremonials (2011)
- How Big, How Blue, How Beautiful (2015)
- High as Hope (2018)
- Dance Fever (2022)

### Ca artist invitat
| Single                                                             | An   | Poziție în topuri | Poziție în topuri | Poziție în topuri | Poziție în topuri | Poziție în topuri | Poziție în topuri | Poziție în topuri | Poziție în topuri | Poziție în topuri | Poziție în topuri | Certificări                                                                                    | Album          |
| Single                                                             | An   | UK                | AUS               | AUT               | CAN               | GER               | IRE               | NZ                | NOR               | SWI               | US                | Certificări                                                                                    | Album          |
| ------------------------------------------------------------------ | ---- | ----------------- | ----------------- | ----------------- | ----------------- | ----------------- | ----------------- | ----------------- | ----------------- | ----------------- | ----------------- | ---------------------------------------------------------------------------------------------- | -------------- |
| "Here Lies Love" (David Byrne and Fatboy Slim feat Florence Welch) | 2010 | —                 | —                 | —                 | —                 | —                 | —                 | —                 | —                 | —                 | —                 |                                                                                                | Here Lies Love |
| "Sweet Nothing" (Calvin Harris feat Florence Welch)                | 2012 | 1                 | 2                 | 29                | 15                | 19                | 1                 | 2                 | 13                | 36                | 10                | - BPI: Aur - ARIA: 3× Platină - BVMI: Aur - MC: 2× Platină - RIAA: 2× Platină - RIANZ: Platină | 18 Months      |

### Apariții pe alte albume
| Titlu                                           | An   | Album            |
| ----------------------------------------------- | ---- | ---------------- |
| "I Come Apart" (ASAP Rocky feat Florence Welch) | 2013 | Long. Live. ASAP |
| Midnight                                        | 2013 | Cosmo            |

## Filmografie
2014 - Untitled Terrence Malick Project (post-producție)